# San Francisco Bay Area
A San Francisco Bay Area (röviden the Bay Area vagy the Bay) a San Francisco- és a San Pablo-öblöt körülölelő városi régió Kalifornia északi részén. Összességében 18 000 km²-nyi területén kilenc megyét és 101 várost (többek közt San Josét, San Franciscót és Oaklandet) foglal magában. Déli része a Szilícium-völgy.
7,2 millió lakójával (2006. július) az Amerikai Egyesült Államok ötödik legnépesebb városi régiója. Népességnövekedésének döntő hányadát a bevándorlás adja.
Legnépesebb városa sokáig San Francisco volt, ám az 1990-es népszámlálás adatai alapján San José átvette tőle ezt a címet. Az államok átlagához képest a Bay Area-ban kiugróan magasak a megélhetés költségei, és az ország városi régiói közül itt a legnagyobb a háztartások átlagjövedelme. Politikai szempontból az itt élők többsége az egyik legliberálisabb nézetet képviselő csoport az országban, akik régóta a Demokrata Párt szavazóbázisát alkotják.

## Megyék

A Bay Area megyéi

- Alameda megye
- Contra Costa megye
- Marin megye
- Napa megye
- Santa Clara megye
- San Francisco város és megye
- San Mateo megye
- Solano megye
- Sonoma megye